# Tom Vilsack
Thomas James Vilsack (født 13. december 1950 i Pittsburgh i Pennsylvania i USA) var guvernør for delstaten Iowa i USA til 11. januar 2007, og tilhører Demokraterne. Den 30. november 2006 erklærede han sit kandidatur til de amerikanske præsidentvalg i 2008, men trak sig den 23. februar 2007. 
Tom Vilsack blev forældreløs ved fødslen og havnede i et katolsk børnehjem. I 1951 blev han adopteret af Bud og Dolly Vilsack, som opdragede ham som katolik. Adoptivfaren var ejendomsmægler og forsikringsagent, adoptivmoren hjemmegående husmor. Hans uddannelse var delvis i hjembyen, og delvis i delstaten New York. Han fik juridisk doktorgrad ved Albany Law School i 1975. Han og hans kone Ann Christine "Christie" Bell flyttede så til Mount Pleasant i Iowa, hvor hun kom fra, og der begyndte han i sin svigerfars advokatfirma. Tom og Christie Vilsack har to sønner. 